# Герб Запитова
Герб Запитова — офіційний символ селища Запитів Кам'янка-Бузького району Львівської області.

## Опис
Щит напіврозтятий і перетятий. У першій золотій частині Архістратиг Михаїл в срібному одязі, лазурових обладунках, червоному плащі і чоботях, підперезаний золотим поясом, з червоним мечем і червоним щитом, на якому золотий хрест. У другій лазуровій частині срібна підкова вушками донизу. У третій зеленій частині золота бджола. Щит вписаний у золотий декоративний картуш і увінчаний срібною міською короною.